# Florian Lapis
Florian Nicolas Lapis (Saint-Denis, 8 agosto 1993) è un calciatore francese, della Martinica, difensore del Bourges Foot 18 e della nazionale martinicana.

## Carriera

### Club
Ha giocato tra la seconda divisione e la quinta divisione francese.

### Nazionale
Il 9 giugno 2022 ha esordito con la nazionale martinicana, giocando l'incontro perso per 5-0 contro Panama, valido per la CONCACAF Nations League 2022-2023.
Ha partecipato alla CONCACAF Gold Cup 2023.

## Statistiche

### Presenze e reti nei club
Statistiche aggiornate al 15 giugno 2022.
| Stagione          | Squadra           | Campionato        | Campionato | Campionato | Coppe nazionali | Coppe nazionali | Coppe nazionali | Coppe continentali | Coppe continentali | Coppe continentali | Altre coppe | Altre coppe | Altre coppe | Totale | Totale |
| Stagione          | Squadra           | Comp              | Pres       | Reti       | Comp            | Pres            | Reti            | Comp               | Pres               | Reti               | Comp        | Pres        | Reti        | Pres   | Reti   |
| ----------------- | ----------------- | ----------------- | ---------- | ---------- | --------------- | --------------- | --------------- | ------------------ | ------------------ | ------------------ | ----------- | ----------- | ----------- | ------ | ------ |
| 2012-2013         | Paris FC 2        | CFA2              | 8          | 0          |                 | -               | -               |                    | -                  | -                  |             | -           | -           | 8      | 0      |
| 2013-2014         | Paris FC 2        | CFA2              | 1          | 0          |                 | -               | -               |                    | -                  | -                  |             | -           | -           | 1      | 0      |
| Totale Paris FC 2 | Totale Paris FC 2 | Totale Paris FC 2 | 9          | 0          |                 | -               | -               |                    | -                  | -                  |             | -           | -           | 9      | 0      |
| 2016-2017         | AS Béziers        | N                 | 5          | 0          | CF              | 0               | 0               |                    | -                  | -                  |             | -           | -           | 5      | 0      |
| 2017-2018         | AS Béziers        | N                 | 17         | 1          |                 | -               | -               |                    | -                  | -                  |             | -           | -           | 17     | 1      |
| Totale AS Béziers | Totale AS Béziers | Totale AS Béziers | 22         | 1          |                 | 0               | 0               |                    | -                  | -                  |             | -           | -           | 22     | 1      |
| 2018-2019         | Niort             | L2                | 21         | 1          | CF+CdL          | 3+1             | 0               |                    | -                  | -                  |             | -           | -           | 25     | 1      |
| 2019-2020         | Niort             | L2                | 20         | 0          | CF+CdL          | 1+1             | 0               |                    | -                  | -                  |             | -           | -           | 22     | 0      |
| Totale Niort      | Totale Niort      | Totale Niort      | 41         | 1          |                 | 6               | 0               |                    | -                  | -                  |             | -           | -           | 47     | 1      |
| 2020-2021         | Orléans           | N                 | 23         | 0          | CF              | 2               | 0               |                    | -                  | -                  |             | -           | -           | 25     | 0      |
| 2021-2022         | Orléans           | N                 | 21         | 0          | CF              | 2               | 0               |                    | -                  | -                  |             | -           | -           | 23     | 0      |
| Totale Orléans    | Totale Orléans    | Totale Orléans    | 44         | 0          |                 | 4               | 0               |                    | -                  | -                  |             | -           | -           | 48     | 0      |
| Totale carriera   | Totale carriera   | Totale carriera   | 116        | 2          |                 | 10              | 0               |                    | -                  | -                  |             | -           | -           | 126    | 2      |

### Cronologia presenze e reti in nazionale
| Cronologia completa delle presenze e delle reti in nazionale ― Martinica | Cronologia completa delle presenze e delle reti in nazionale ― Martinica | Cronologia completa delle presenze e delle reti in nazionale ― Martinica | Cronologia completa delle presenze e delle reti in nazionale ― Martinica | Cronologia completa delle presenze e delle reti in nazionale ― Martinica | Cronologia completa delle presenze e delle reti in nazionale ― Martinica | Cronologia completa delle presenze e delle reti in nazionale ― Martinica | Cronologia completa delle presenze e delle reti in nazionale ― Martinica |
| Data                                                                     | Città                                                                    | In casa                                                                  | Risultato                                                                | Ospiti                                                                   | Competizione                                                             | Reti                                                                     | Note                                                                     |
| ------------------------------------------------------------------------ | ------------------------------------------------------------------------ | ------------------------------------------------------------------------ | ------------------------------------------------------------------------ | ------------------------------------------------------------------------ | ------------------------------------------------------------------------ | ------------------------------------------------------------------------ | ------------------------------------------------------------------------ |
| 9-6-2022                                                                 | Panama                                                                   | Panama                                                                   | 5 – 0                                                                    | Martinica                                                                | CONCACAF Nations League 2022-2023 - 1º turno                             | -                                                                        |                                                                          |
| 12-6-2022                                                                | Fort-de-France                                                           | Martinica                                                                | 0 – 0                                                                    | Panama                                                                   | CONCACAF Nations League 2022-2023 - 1º turno                             | -                                                                        |                                                                          |
| 26-6-2023                                                                | Fort Lauderdale                                                          | El Salvador                                                              | 1 – 2                                                                    | Martinica                                                                | Gold Cup 2023 - 1º turno                                                 | -                                                                        |                                                                          |
| 30-6-2023                                                                | Harrison                                                                 | Martinica                                                                | 1 – 2                                                                    | Panama                                                                   | Gold Cup 2023 - 1º turno                                                 | -                                                                        |                                                                          |
| 4-7-2023                                                                 | Harrison                                                                 | Costa Rica                                                               | 6 – 4                                                                    | Martinica                                                                | Gold Cup 2023 - 1º turno                                                 | -                                                                        |                                                                          |
| Totale                                                                   |                                                                          | Presenze                                                                 | 5                                                                        |                                                                          | Reti                                                                     | 0                                                                        |                                                                          |